# Istituto Suore di Santa Dorotea di Cemmo
L’Istituto Suore di Santa Dorotea di Cemmo, noto anche come Villa Ligini alla Balduina, è un complesso architettonico situato a Roma, in via Giuseppe Moscati, nella zona Columbus di Balduina. Progettato dall'architetto Cesare Ligini, l’edificio fu realizzato tra il 1973 e il 1975 per ospitare attività assistenziali e spirituali.

## Storia
L’Istituto, commissionato dalle Suore di Santa Dorotea di Cemmo rappresenta una delle opere più significative di Cesare Ligini. L'architetto, noto per il suo approccio razionale e l’uso innovativo del calcestruzzo, ha contribuito a plasmare l'architettura italiana del secondo dopoguerra.
Concepito per accogliere attività educative e spirituali, l’edificio combina funzionalità e simbolismo. La corte centrale e i volumi curvilinei sono stati pensati per creare uno spazio accogliente e meditativo.
Negli anni, l’Istituto è stato riconosciuto come un’importante testimonianza dell’architettura religiosa contemporanea. Dal 2018, è stato inserito tra i beni di interesse della Direzione generale Creatività Contemporanea del Ministero della Cultura.

## Struttura e composizione architettonica
Il complesso si sviluppa attorno a una pianta rettangolare con una corte centrale interna. È articolato su due piani principali, un piano seminterrato e un piano attico. L’architettura combina forme regolari con volumi curvilinei che evidenziano gli spazi più rilevanti, come la cappella e la sala conferenze.
Le curve ricorrono anche nei collegamenti verticali di pianta circolare e negli aggetti del primo livello, caratterizzati da sezioni arrotondate. Il piano attico, arretrato rispetto alla pianta principale, crea un ampio terrazzo sommitale che circonda il cortile centrale.
L’intero edificio è realizzato in calcestruzzo armato a vista, elemento che sottolinea la plasticità della composizione. Il primo piano è ornato da un parapetto continuo, decorato con una sequenza di cilindri sovrapposti e sfalsati, che conferisce un aspetto dinamico alla struttura.